# Joe Corrigan
Joseph Thomas Corrigan (* 18. November 1948 in Manchester) ist ein ehemaliger englischer Fußballtorhüter und Fußballtorwarttrainer.

## Spielerkarriere
Corrigan kam 1966 als Jugendspieler zu Manchester City. 1967 gab er sein Debüt in der ersten Mannschaft beim Ligapokalspiel gegen den FC Blackpool. In der Saison 1969/1970 wurde Corrigan Stammspieler der Blues. Zuvor wurde er als Ersatztorhüter 1968 englischer Meister und 1969 englischer Pokalsieger. Als Stammtorhüter gewann Corrigan 1970 den Europapokal der Pokalsieger und den englischen Ligapokal im gleichen Jahr. 1976 konnte er den Titelgewinn im Ligapokal mit den Blues wiederholen. Am 28. Mai 1976 gab er sein Debüt in der englischen Fußballnationalmannschaft im Spiel gegen Italien. Er nahm an der Fußball-Europameisterschaft 1980 in Italien (Aus in der Gruppenphase) und bei der Fußball-Weltmeisterschaft 1982 in Spanien teil (Aus in der Zweiten Gruppenphase) teil. Insgesamt spielte Corrigan neun Spiele für England. Alles in allem spielte er 592 Pflichtspiele für Manchester City und wurde von den Fans der Blues dreimal zum Spieler des Jahres gewählt.
1983 wechselte Corrigan in die USA zu den Seattle Sounders für 30.000 £. Er blieb nur einige Monate in Seattle, ehe er nach England zu Brighton & Hove Albion zurückkehrte. Seine Karriere beendete er bei Norwich City und Stoke City.

## Nach dem Karriereende
Corrigan wurde 1994 Torwarttrainer beim FC Liverpool. Dieses Amt hatte er bis zur Verpflichtung des Spaniers Rafael Benítez 2004 inne. Von September bis Oktober 2004 trainierte er die Torhüter von Chester City. Von Oktober 2004 bis Februar 2005 war er als Torwarttrainer bei Stockport County unter Vertrag. Seit Februar 2005 ist er für die Torwarttrainerabteilung von West Bromwich Albion tätig.

## Erfolge
als Spieler
- einmal englischer Meister (1968)
- einmal englischer Pokalsieger (1969)
- einmal Europapokal der Pokalsieger (1970)
- zweimal englischer Ligapokalsieger (1970, 1976)

als Torwarttrainer
- einmal UEFA-Pokal-Sieger (2001)
- einmal europäischer Supercupsieger (2001)
- einmal englischer Pokalsieger (2001)
- zweimal englischer Ligapokalsieger (2001, 2003)
- einmal englischer Supercupsieger (2001)